# 旧邑站 (越南)
舊邑站（越南语：／*/?）是越南胡志明市的一個鐵路車站，位於胡志明市舊邑郡第三坊黎來路1號。2019年9月13日，連接本站與平趙站的平里鐵路橋被更換。

## 参看
- 南北鐵路
- 越南铁路运输